# Expo 2017
L'Exposició Universal del 2017, també coneguda com a Expo 2017, a la ciutat d'Astanà, capital del Kazakhstan.
El tema triat el 2017 ha estat "Future Energy" (en català "l'energia del futur"). Es va inaugurar el dia 9 de juny del 2017, amb la participació de 115 països i 22 organitzacions. Les dates d’obertura al públic d’aquest event són del 10 de juny al 10 de setembre de 2017. Els edificis que s'han construït per a la realització de l'exposició universal, passaran a convertir-se en el centre financer de la ciutat d’Astanà.